# Fresse-sur-Moselle
Fresse-sur-Moselle település Franciaországban, Vosges megyében. Lakosainak száma 1662 fő (2022. január 1.). Fresse-sur-Moselle Le Ménil, Saint-Maurice-sur-Moselle, Le Thillot, Haut-du-Them-Château-Lambert és Bussang községekkel határos.

## Népesség
A település népességének változása:
| Lakosok száma | 1773 | 1757 | 1797 | 1738 | 1733 | 1726 | 1719 | 1691 | 1662 |
|               | 2013 | 2015 | 2016 | 2017 | 2018 | 2019 | 2020 | 2021 | 2022 |